# Jeunes UDC
Les Jeunes UDC Suisse (en allemand : Junge SVP Schweiz ; en italien Giovani UDC Svizzera; en romanche Giuvens UDC Svizra) sont l'organisation de jeunesse de l'Union démocratique du centre.

## Description
Les Jeunes UDC, dont le nom statutaire est Jeune Union démocratique du centre, sont l'organisation de jeunesse de l'Union démocratique du centre.
Ils comptent 25 sections cantonales (état à l'été 2021) et 7 200 membres en 2021.
Les organes sont l'Assemblée des délégués, qui se réunit quatre fois l'an, le comité central, composé d'un représentant de chaque canton, le comité directeur et le secrétariat général.
Contrairement aux autres jeunesses de parti, ils s'opposent rarement au parti-mère et se voient au contraire comme la courroie de transmission des idées de l'UDC vers la jeunesse.

## Histoire
Les Jeunes UDC Suisse voient le jour en 1968, à l'instigation d'un groupe bernois, sous le nom de Junge Mitte (Jeunes du Centre),.

### Présidents
- Nils Fiechter, 11 mars 2024[5]
- David Trachsel, depuis le 15 février 2020[6]-4 janvier 2024[7]
- Benjamin Fischer, du 30 janvier 2016 au 15 février 2020[8],[9]
- Anian Liebrand, du 25 janvier 2014 au 30 janvier 2016[10],[11]

- Erich Hess, de 2008 au 25 janvier 2014[12].

### Membres connus
- Hans Egloff
- Erich Hess
- Lukas Reimann
- Andrea Geissbühler
- Marcel Dettling
- David Zuberbühler
- Mauro Tuena
- Natalie Rickli

## Publication
Les Jeunes UDC Suisse publient un trimestriel, intitulé L'Idée (Die Idee pour son pendant alémanique),
Édité à Berne et tiré à 50 000 exemplaires, il est également publié en ligne depuis le 12 décembre 2005. Son rédacteur en chef est Thomas Fuchs.